# Djafarabad (Chéki)
Djafarabad est un village de la région de Şəki en Azerbaïdjan.

## Géographie
Le village de Djafarabad de la région de Şəki est situé dans la circonscription administrative du village de Djafarabad.

## Économie
La principale occupation de la population du village est l'agriculture et l'élevage.

## Population
Selon les statistiques de 2009, la population du village est de 1937 personnes.

## Culture
Il y a une église albanaise, une mosquée, un ancien moulin à eau, une bibliothèque, une école et un centre médical dans le village de Bideyiz.